# Iluska Pereira da Cunha Simonsen
Iluska Pereira da Cunha Simonsen (nascida Maria Cristina Pereira da Cunha, em 22 de fevereiro de 1941 - falecida em 28 de março de 2017) foi uma antropóloga brasileira que também teve carreira internacional como enxadrista e que detinha o título ICCF de "Grande Mestre de Xadrez por Correspondência Internacional" (2000) e teve pinturas em porcelana premiadas.

## Carreira como antropóloga
De profissão, Iluska Pereira da Cunha Simonsen era antropóloga.

Quando Acary de Passos Oliveira exerceu o papel de diretor do Museu Antropológico (MA) da Universidade Federal de Goiás (UFG), convidou-a para trabalhar com ele, ao que
seu marido, o então ministro da Fazenda, Mário Henrique Simonsen, só aceitaria que fosse contratada se o seu trabalho não fosse remunerado. Como isto não era possível, acertou-se que Iluska Simonsen doaria seu salário ao Museu Antropológico, para custeio de viagens e aquisição de bens e serviços.
Ela já participava intensamente dos trabalhos de campo realizados na UFG e foi contratada em março de 1975. Em sua carreira de pesquisadora e professora da UFG, participou de vários trabalhos de campo, cursos e publicações de produção científica. Participou com Acary de pesquisa etnológica entre indígenas da tribo "Txikão", habitantes do Parque Indígena do Xingu, localizado no estado do Mato Grosso; que também envolveu o estudo da Lagoa de Miararrê, sagrada para os "Txikão".
Obs.: Os chamados "Txikão" se auto-denominam Ikpeng. Txikão foi a designação pré-contato, que ocorreu antes de sua transferência, em 1967, para o Parque do Xingu.

## Carreira como enxadrista
Além de sua carreira em ensino e pesquisa, em meados da década de 1970, Iluska Pereira da Cunha Simonsen foi uma das principais enxadristas brasileiras. Participou de diversos Campeonatos Brasileiros de Xadrez Feminino. Em 1978, em Brasília, Iluska Pereira da Cunha Simonsen participou do Torneio Zonal Sul-Americano do Campeonato Mundial Feminino de Xadrez e dividiu o 5º-6º lugar com Julia Arias. Iluska Pereira da Cunha Simonsen jogou pelo Brasil na 8ª Olimpíada de Xadrez (feminino) de 1978, em Buenos Aires, jogando pelo tabuleiro número 2, ela terminou em quinto lugar individual com um resultado de 4 vitórias, 5 empates e nenhuma derrota.
Também em 1978 sagrou-se a primeira campeã brasiliense de xadrez.
Em anos posteriores, Iluska participou ativamente de torneios de xadrez por correspondência. Participou da 5ª Final do Campeonato Mundial Feminino (1993-1998) e ficou em 5º lugar. Em 1993, ela foi agraciada com o título ICCF International Correspondence Chess Master (IM). Em 2000, ela recebeu o título Lady International Correspondence Chess Grand Master.

Na lista de 1993 da ICCF Iluska ocupava a terceira colocação no ranking brasileiro.

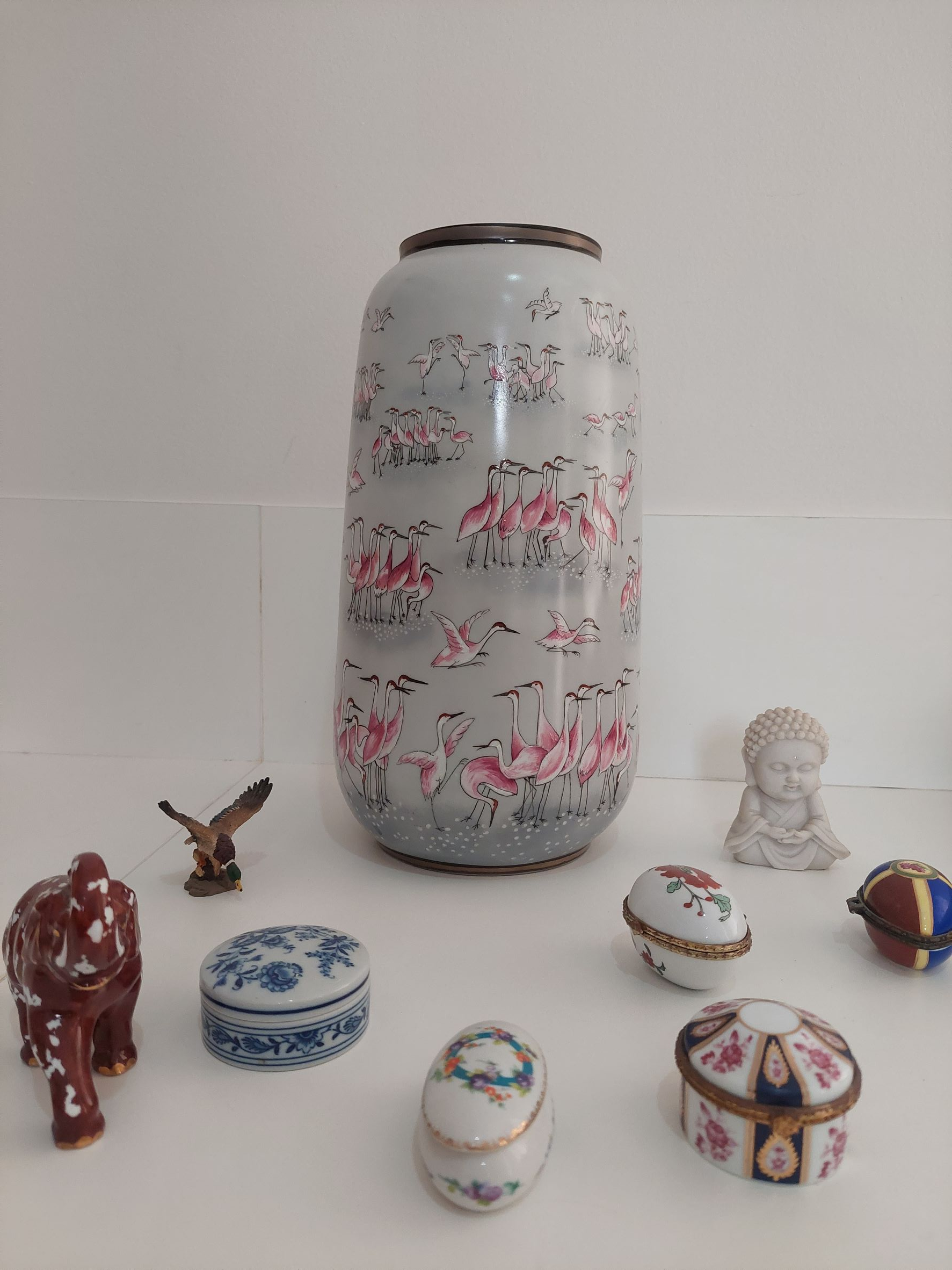
Peças de porcelana pintadas por Iluska Simonsen, com ênfase no vaso dos flamingos.

## Algumas das publicações acadêmicas
Publicou vários livros:
- "Alguns sítios arqueológicos de Goiás" (Goiânia: UFG/Museu Antropológico, 1975);[14]
- "Algunos sitios arqueológicos da série bambuí em goiás" (Goiânia: UFG/Museu Antropológico, 1975);[15]
- "Indústria lítica obtida por coleta de superficie: Estado de Goiás" (Goiânia: [s.l.], 1976);
- “Cerâmica da Lagoa Miararré. Notas prévias” (Goiânia: UFG/Museu Antropológico, 1976);[16] - com Acary de Passos Oliveira
- “Modelos etnográficos aplicados à cerâmica Miararré” (Goiânia: UFG, 1980);[17] - Acary de Passos Oliveira

## Família
Ela foi casada com o economista brasileiro Mário Henrique Simonsen. Eles tiveram dois filhos e uma filha: Sérgio, Maria Cristina e Ricardo.